# Discothyrea horni
Discothyrea horni är en myrart som beskrevs av Menozzi 1927. Discothyrea horni ingår i släktet Discothyrea och familjen myror. Inga underarter finns listade i Catalogue of Life.

## Bildgalleri

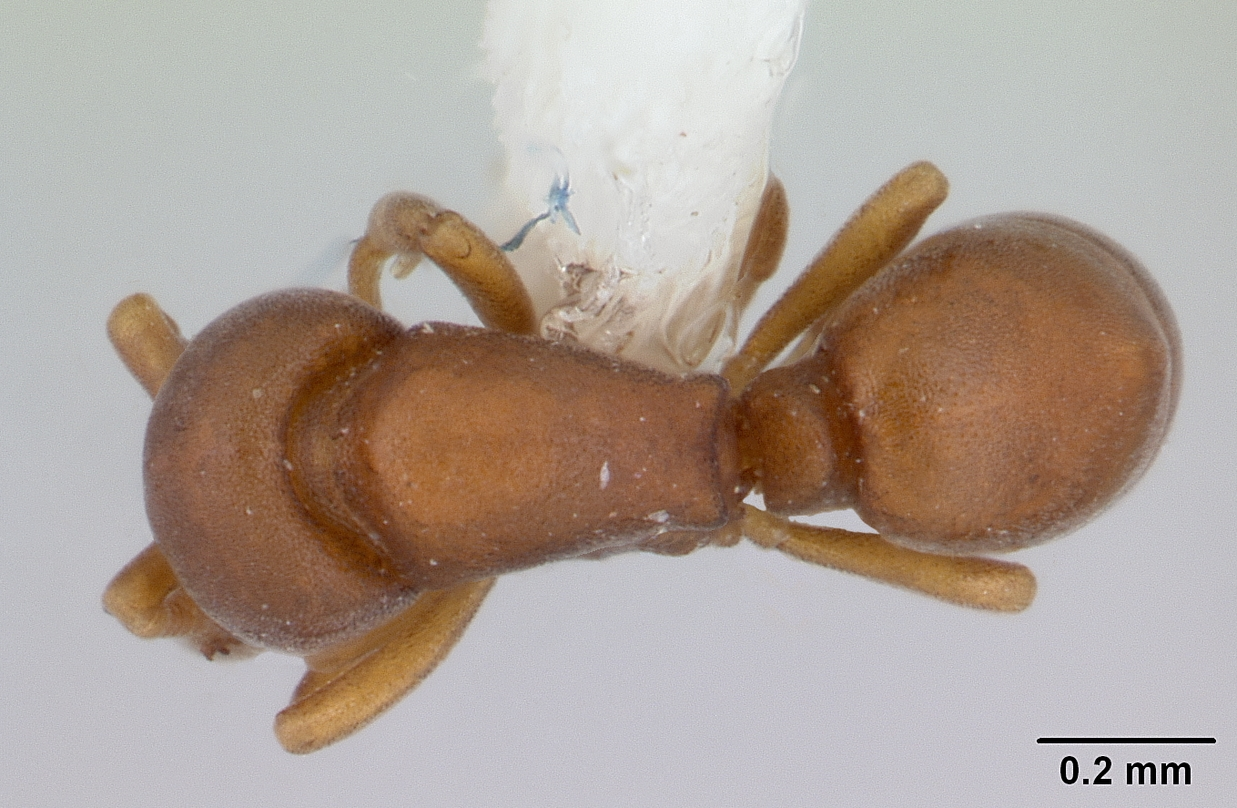
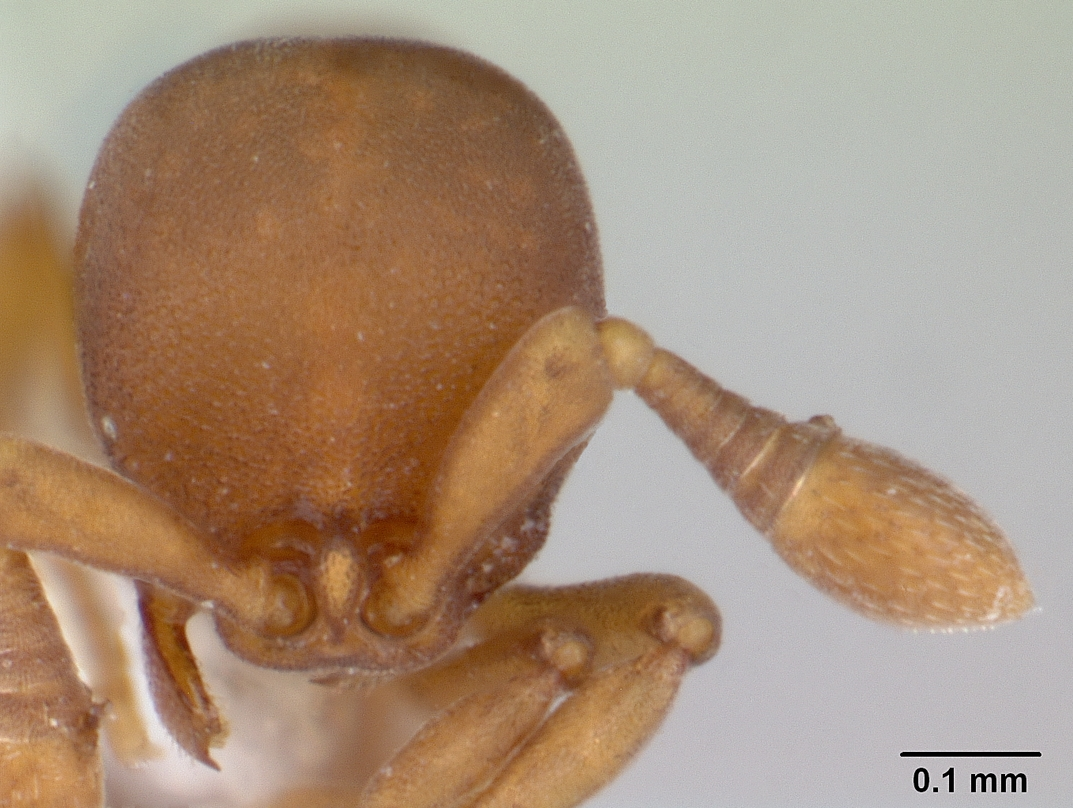
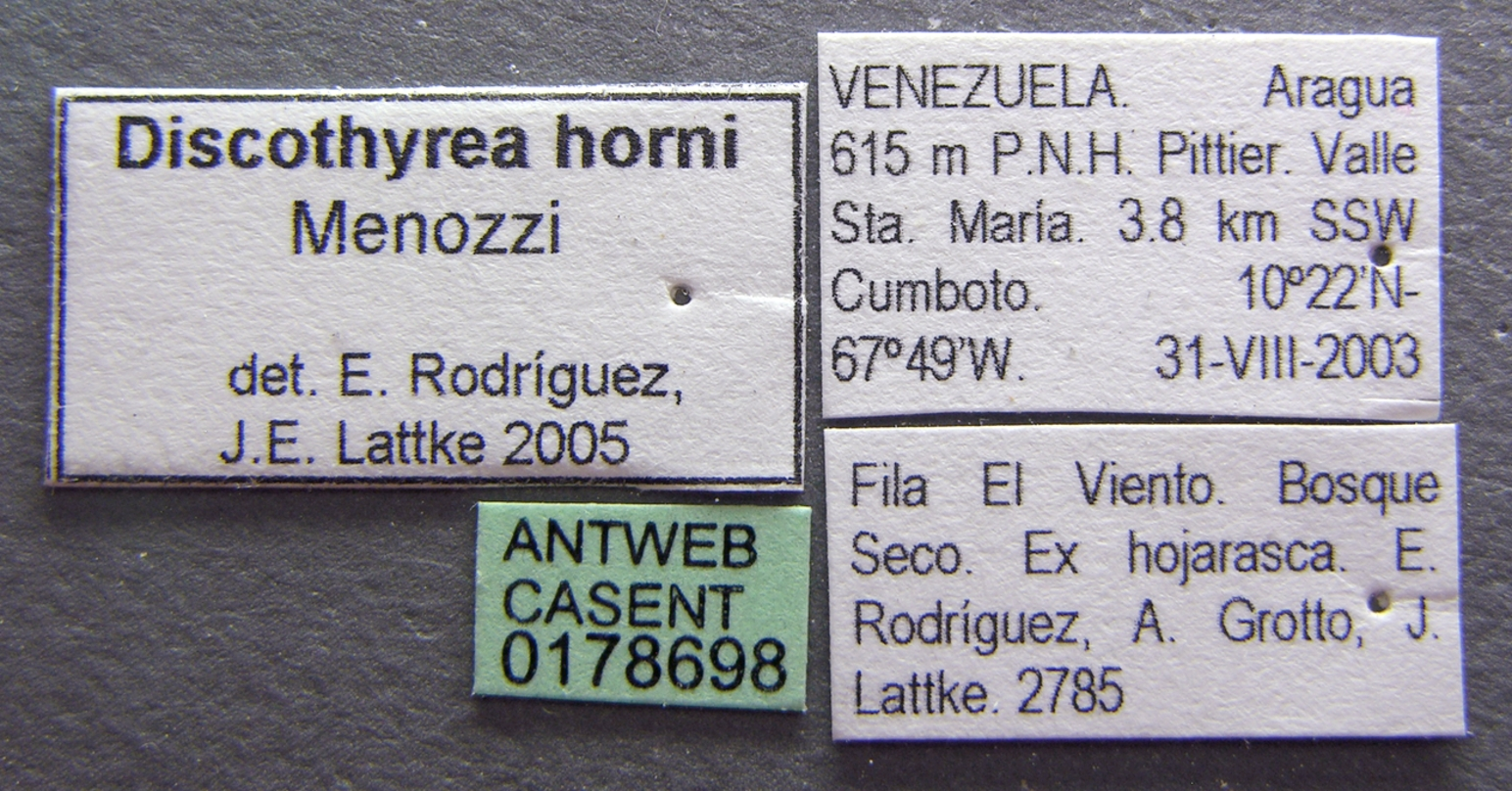
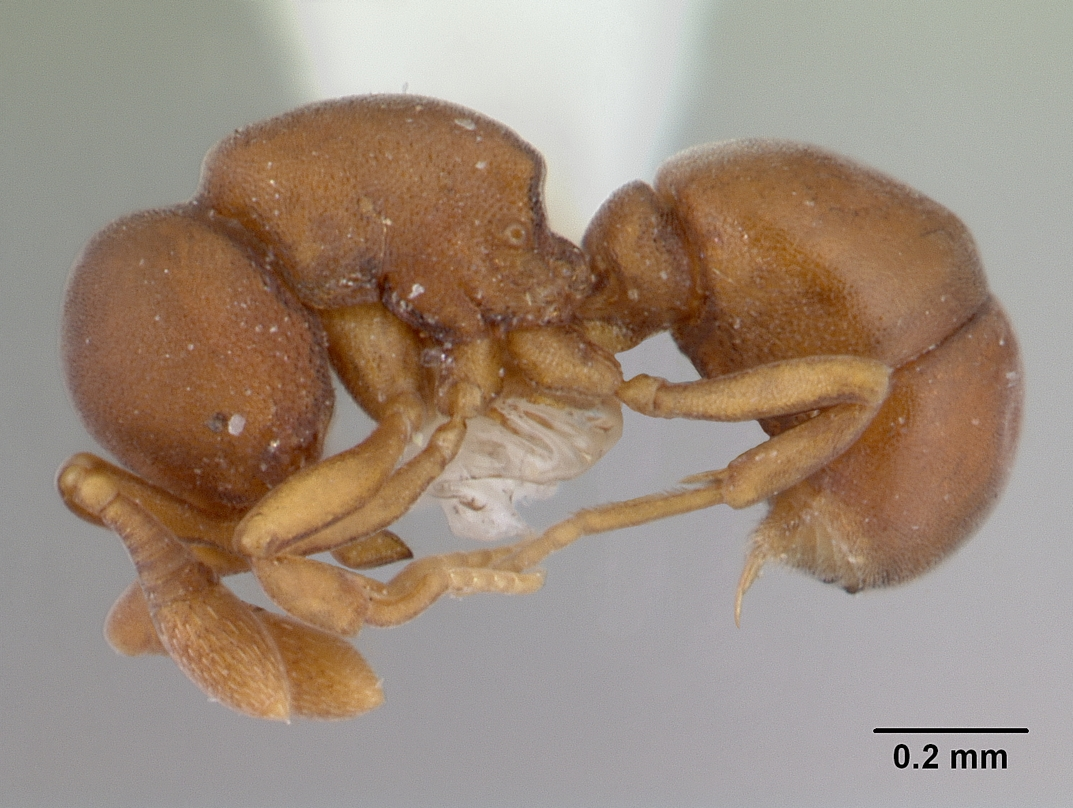